# Округ Ворд (Тексас)
Округ Ворд (енгл. Ward County) је округ у америчкој савезној држави Тексас. По попису из 2010. године број становника је 10.658.

## Демографија
Према попису становништва из 2010. у округу је живело 10.658 становника, што је 251 (2,3%) становника мање него 2000. године.
| Група             | 2000.         | 2010.         |
| Белци             | 5.695 (52,2%) | 4.922 (46,2%) |
| Афроамериканци    | 503 (4,6%)    | 522 (4,9%)    |
| Азијати           | 31 (0,3%)     | 32 (0,3%)     |
| Хиспаноамериканци | 4.580 (42,0%) | 5.074 (47,6%) |
| Укупно            | 10.909        | 10.658        |